# Wien Hauptbahnhof (Südtiroler Platz)
Die S- und U-Bahn-Station Wien Hauptbahnhof - Südtiroler Platz ist ein Umsteigeknoten im Bereich des Südtiroler Platzes und Teil des Wiener Hauptbahnhofs. Sie wurde in Teilen bereits Ende der 1950er Jahre unter dem Namen Wien Südtiroler Platz eröffnet, ist aber erst seit 9. Dezember 2012 in den an diesem Tag in Betrieb genommenen Hauptbahnhof integriert. Sie besteht aus der Haltestelle Wien Hauptbahnhof (Südtiroler Platz) der ÖBB, der U-Bahn-Station Südtiroler Platz – Hauptbahnhof, einigen Haltestellen innerstädtischer Straßenbahn- und Autobuslinien und dem Busbahnhof regionaler und internationaler Buslinien. Zusätzlich wurde sie vom Fahrplanwechsel im Dezember 2017 bis zum Fahrplanwechsel im Dezember 2019 von der WESTblue-Linie nach Salzburg angefahren.

## Lage
Die Verkehrsstation befindet sich an der Bezirksgrenze zwischen dem 4. Wiener Gemeindebezirk (Wieden) und dem 10. Bezirk (Favoriten) an der Südtiroler Platz genannten Kreuzung des Wiedner Gürtels (Landesstraße B221) mit der Favoritenstraße.
Der Wiedner Gürtel verläuft in Ost-West-Richtung und unterquert den Südtiroler Platz in einer Unterführung. Die Favoritenstraße quert den Südtiroler Platz in Nord-Süd-Richtung; unmittelbar südlich nimmt die Laxenburger Straße den Auto- und Straßenbahnverkehr der Favoritenstraße auf, diese ist ab dort Fußgängerzone. Südöstlich der Kreuzung wurde der Bahnhofsvorplatz angelegt.
Zwischen Südtiroler Platz und Laxenburger Straße wird die Favoritenstraße von der Südbahn auf einer Brücke überquert. Diese wurde von 2009 bis 2012 neu errichtet, als die Strecke mit dem Abriss des alten Südbahnhofs und dem Neubau des Hauptbahnhofs nach Südosten verschwenkt werden musste.

## Geschichte
Um in den 1950er Jahren dem immer stärker werdenden Straßenverkehr mehr Platz bieten zu können, beschloss die Wiener Stadtverwaltung 1956, die Straßenbahnstation Südtiroler Platz der auf dem Gürtel verkehrenden Linie 18 in eine Unterführung zu verlegen. Parallel dazu sollten auch vier Fahrspuren des Wiedner Gürtels die Favoritenstraße unterfahren. Gleichzeitig wurden von den ÖBB die Arbeiten am Schnellbahntunnel und der Haltestelle der S-Bahn-Stammstrecke aufgenommen.
An die Straßenbahnunterführung wurde 1969 die Ustrab-Strecke unter dem Wiedner Gürtel und dem Margaretengürtel angeschlossen. Die Station der U1 wurde am 25. Februar 1978 eröffnet.
Unter den oben erwähnten Einbauten befand sich ein Verbindungsbauwerk zwischen dem älteren Teil der Verkehrsstation und der bis 1978 erbauten U-Bahn-Station. Die Anlagen wurden im Rahmen des Umbaus umgestaltet bzw. sind durch die Schaffung der neuen Passage nicht mehr öffentlich zugänglich.

### Neuester Umbau
Im Zuge der Errichtung des Hauptbahnhofs wurde die Verkehrsstation mit Ausnahme der U-Bahn Station 2007–2012 in Zusammenarbeit von Wiener Stadtverwaltung, Wiener Linien und ÖBB grundlegend saniert und adaptiert.
Dabei wurden nicht nur haustechnische Anlagen und Oberflächen erneuert, sondern auch neue und größere Zugangswege angelegt. Umfangreiche Arbeiten waren dabei auch an der Schnellbahnstation notwendig. Zu Beginn der Bauarbeiten wurde die Decke des in offener Bauweise errichteten Tunnels entfernt. Als nächster Arbeitsschritt wurden die beiden Seitenbahnsteige auf 210 m verlängert und die Oberleitung gegen Deckenstromschienen getauscht. Anschließend wurde die entfernte Decke wieder errichtet. Dabei entstanden auch zusätzliche Ausgänge zur Argentinierstraße. Der wesentlichste Eingriff bestand aber in der Errichtung einer neuen Fußgängerpassage, die die U-Bahn-Station direkt mit der Bahnhofshalle Nord verbindet. Zusätzlich sind auch alle übrigen öffentlichen Verkehrsmittel auf der Nordseite des Hauptbahnhofs mit ihr verknüpft.
Sie unterquert die Gürtelfahrbahn, die Haltestelle bzw. den gemeinsamen Bahnsteig der Straßenbahnlinie 18 und der S-Bahn-Stammstrecke, die an dieser Stelle allesamt in Tieflage verlaufen.
Besonders ist, dass die Unterführung dabei mit Sichtfenstern zu den unterirdischen Straßenbahn- wie auch S-Bahn-Strecken ausgestattet ist. Dort gehenden Fahrgästen wird also freier Blick auf die beiden Gleisbereiche gewährt. Im Bereich der Straßenbahnstrecke gelangt dabei zusätzlich Tageslicht in das Bauwerk, da die Passage unterhalb der offenen Einfahrtsrampe zur U-Straßenbahn liegt.
In der neu geschaffenen Passage entstanden zudem eine Informationsstelle der Wiener Linien und die Filiale einer Wiener Großbäckerei. Der Anschluss an die nördliche Bahnhofshalle erfolgte im Oktober 2014.

Baufortschritt Südtiroler Platz
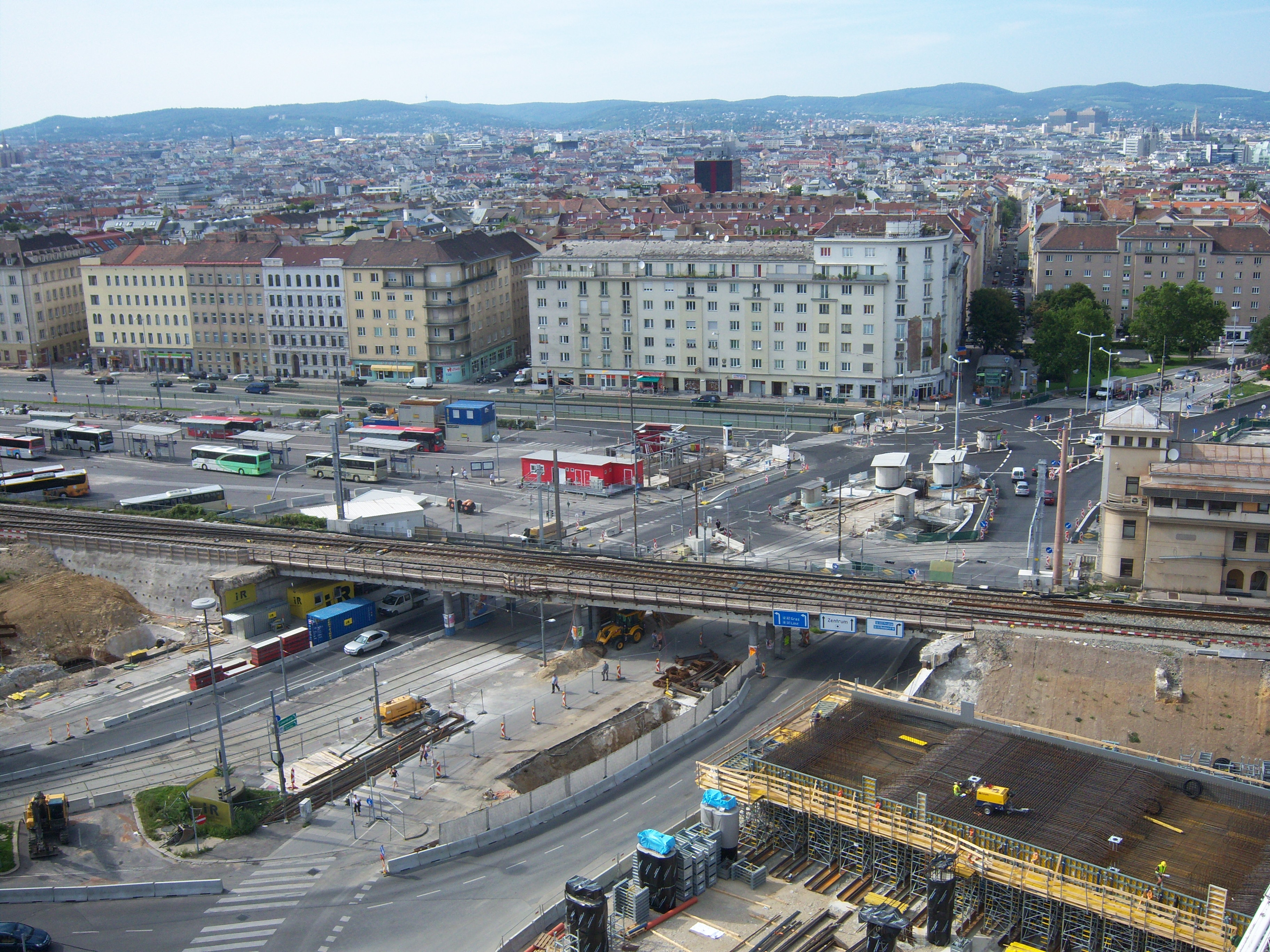
Blick auf den Südtiroler Platz von Südosten im Jahr 2010, …
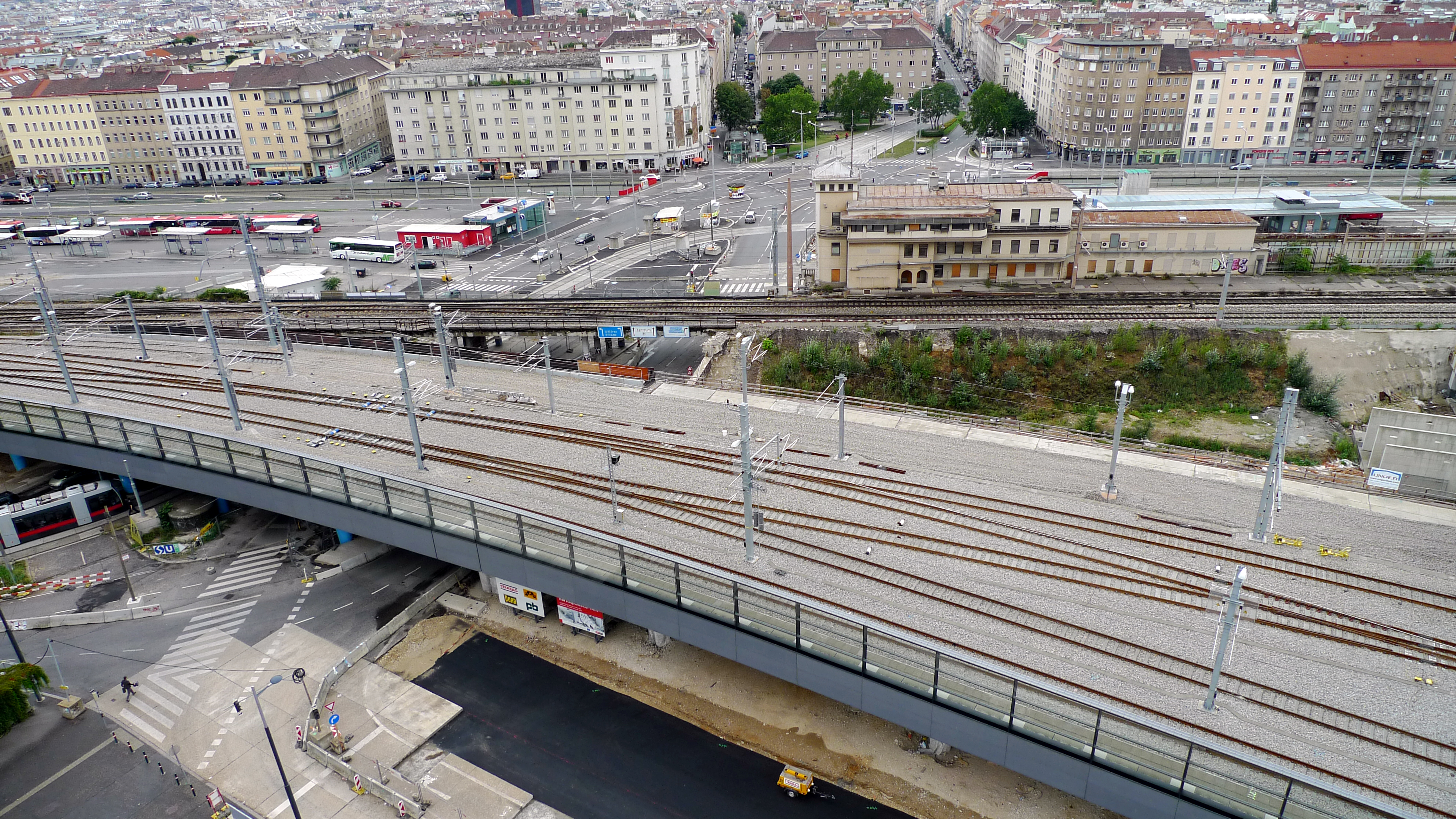
… im Juli 2012, …
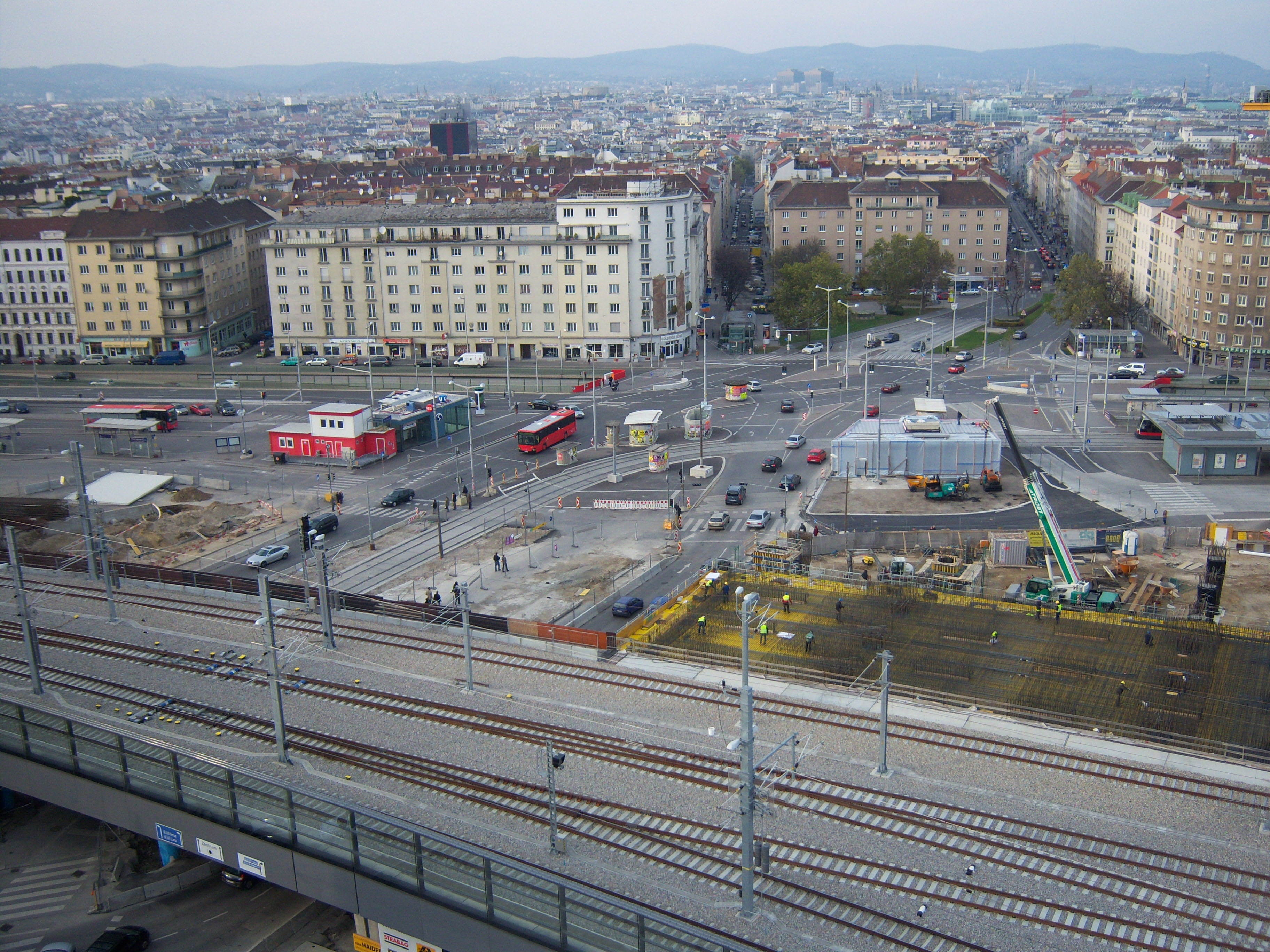
… im November 2012 …
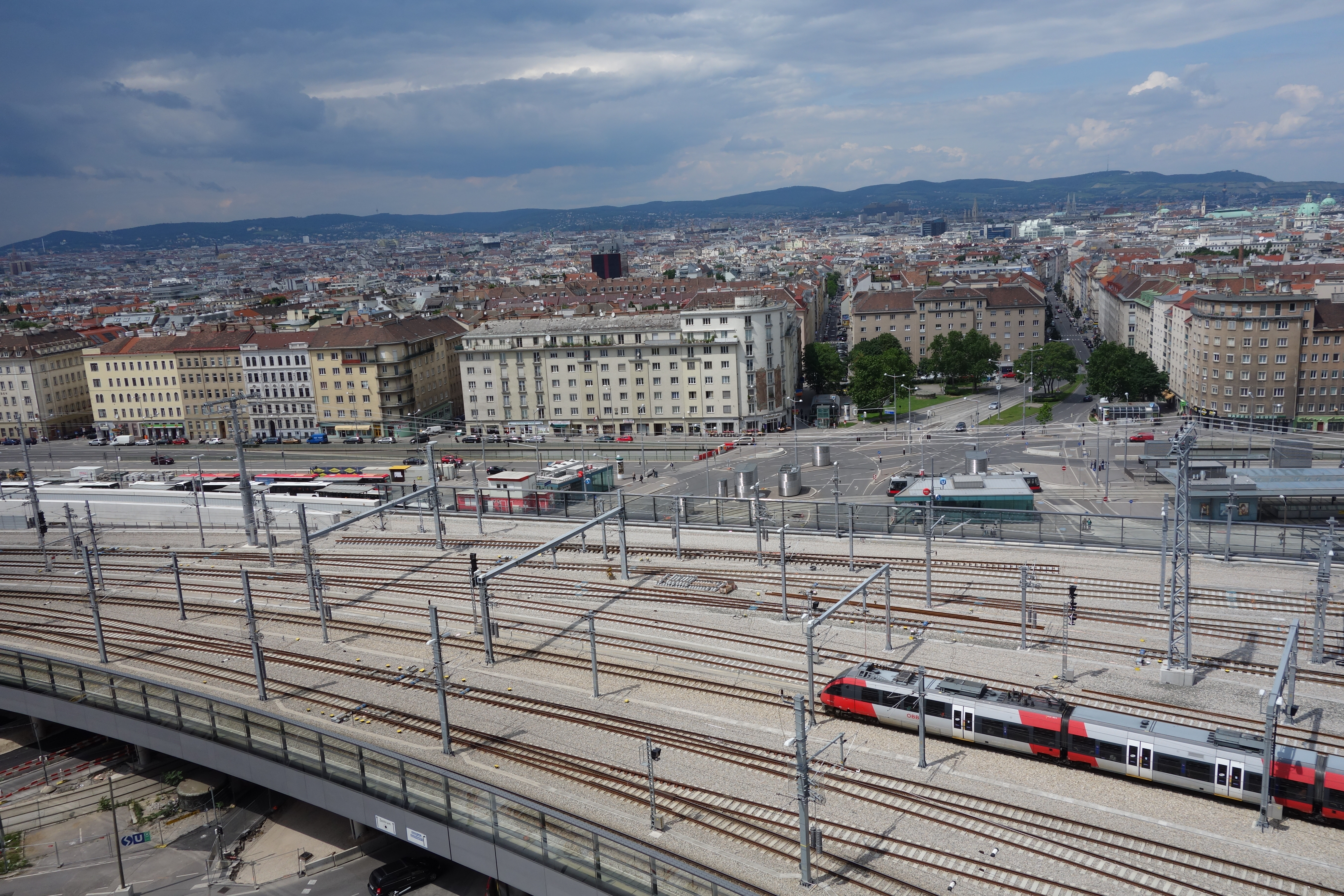
… und im Juni 2014.

Die Ansicht auf den Südtiroler Platz im Jahr 2010 zeigt im Vordergrund rechts den ersten Bauteil der westlichen Einfahrt in den neuen Hauptbahnhof, dahinter die inzwischen abgerissene Südbahnbrücke und das ebenfalls nicht mehr bestehende Bahnhofsstellwerk.

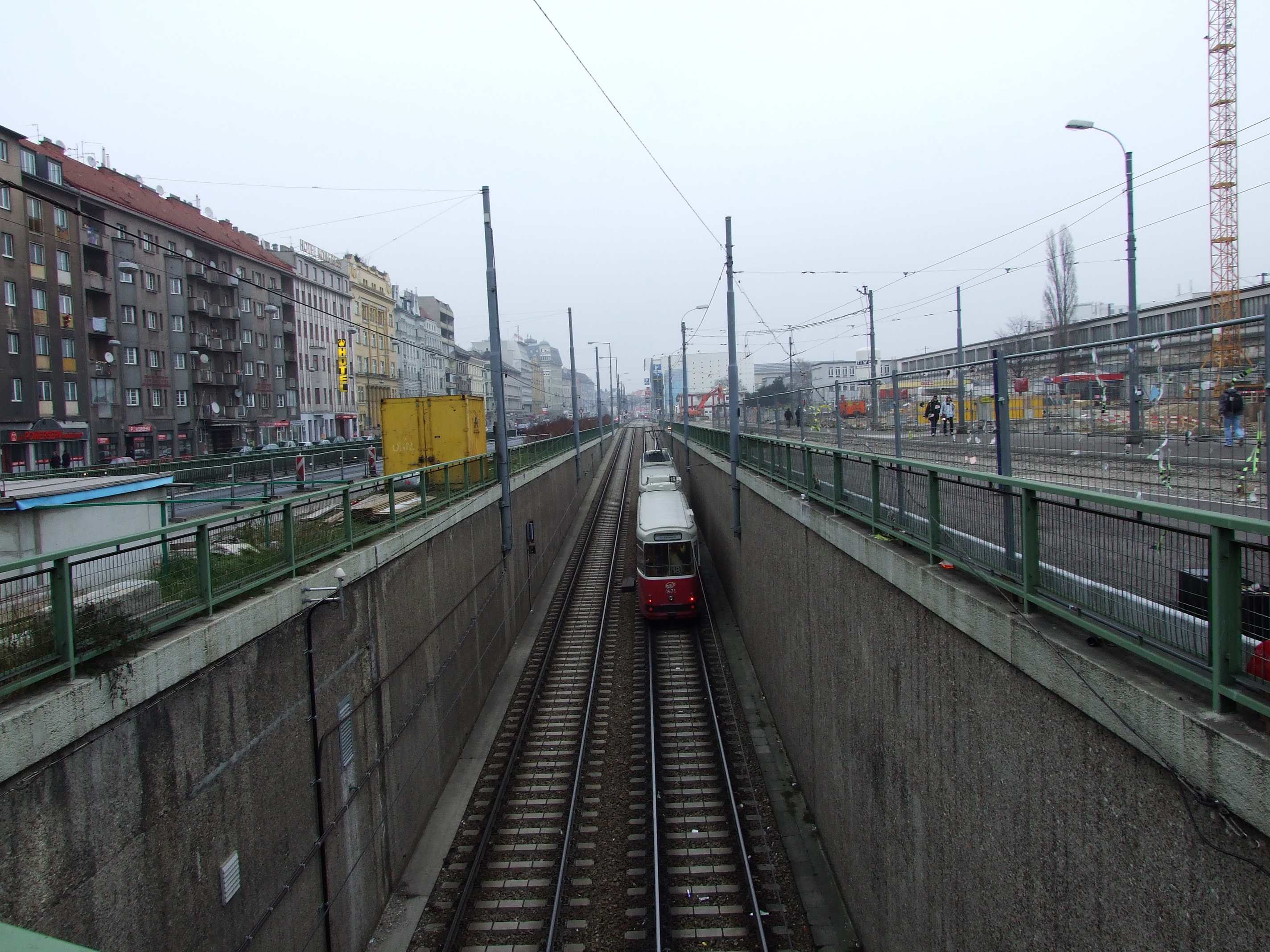
Straßenbahnrampe vor dem Bau der neuen Passage (2007) …
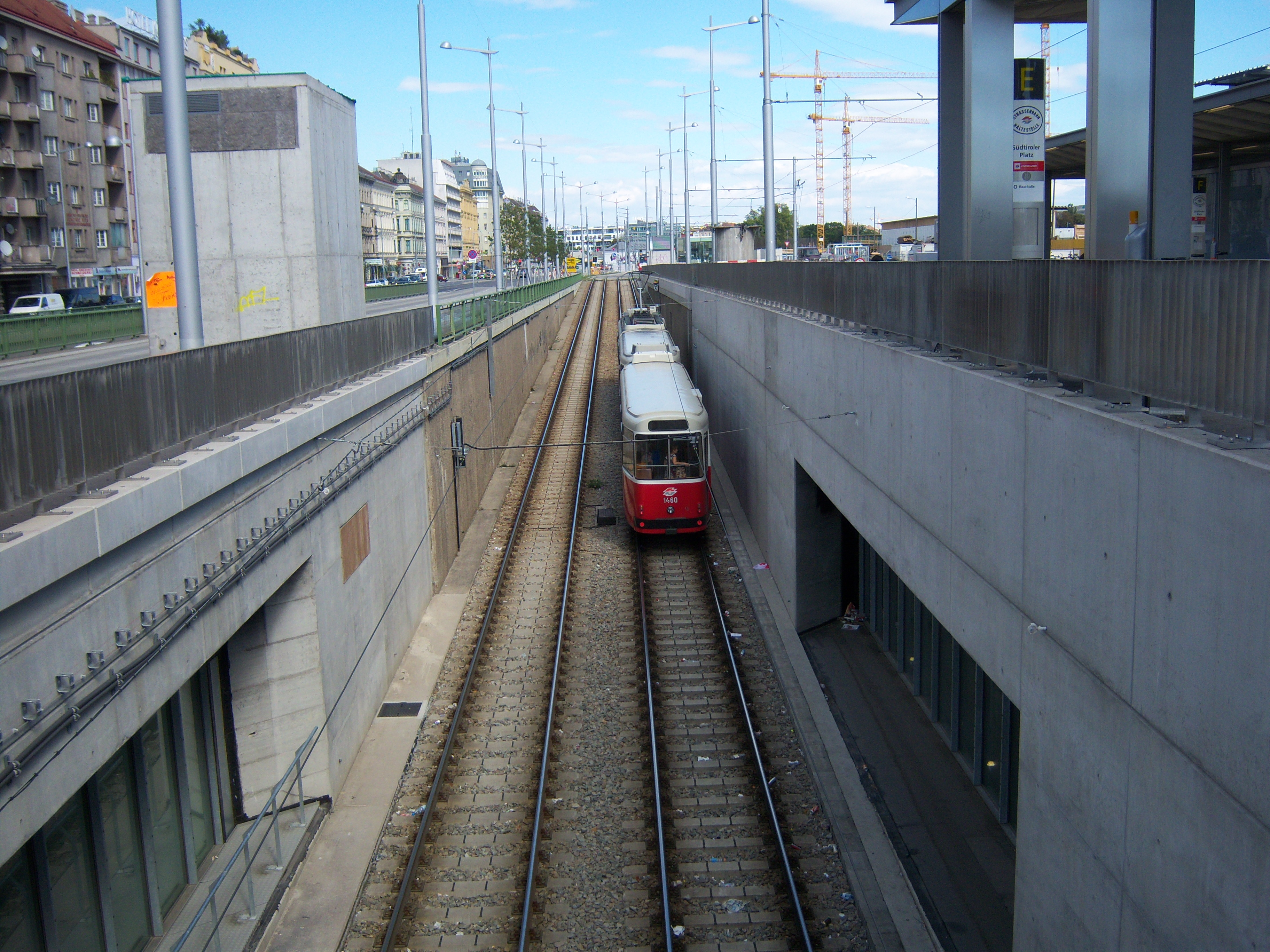
… und nach Abschluss der Arbeiten (2012). Die Glasfronten bringen Tageslicht in die Unterführung.

## Anlage

### S-Bahn

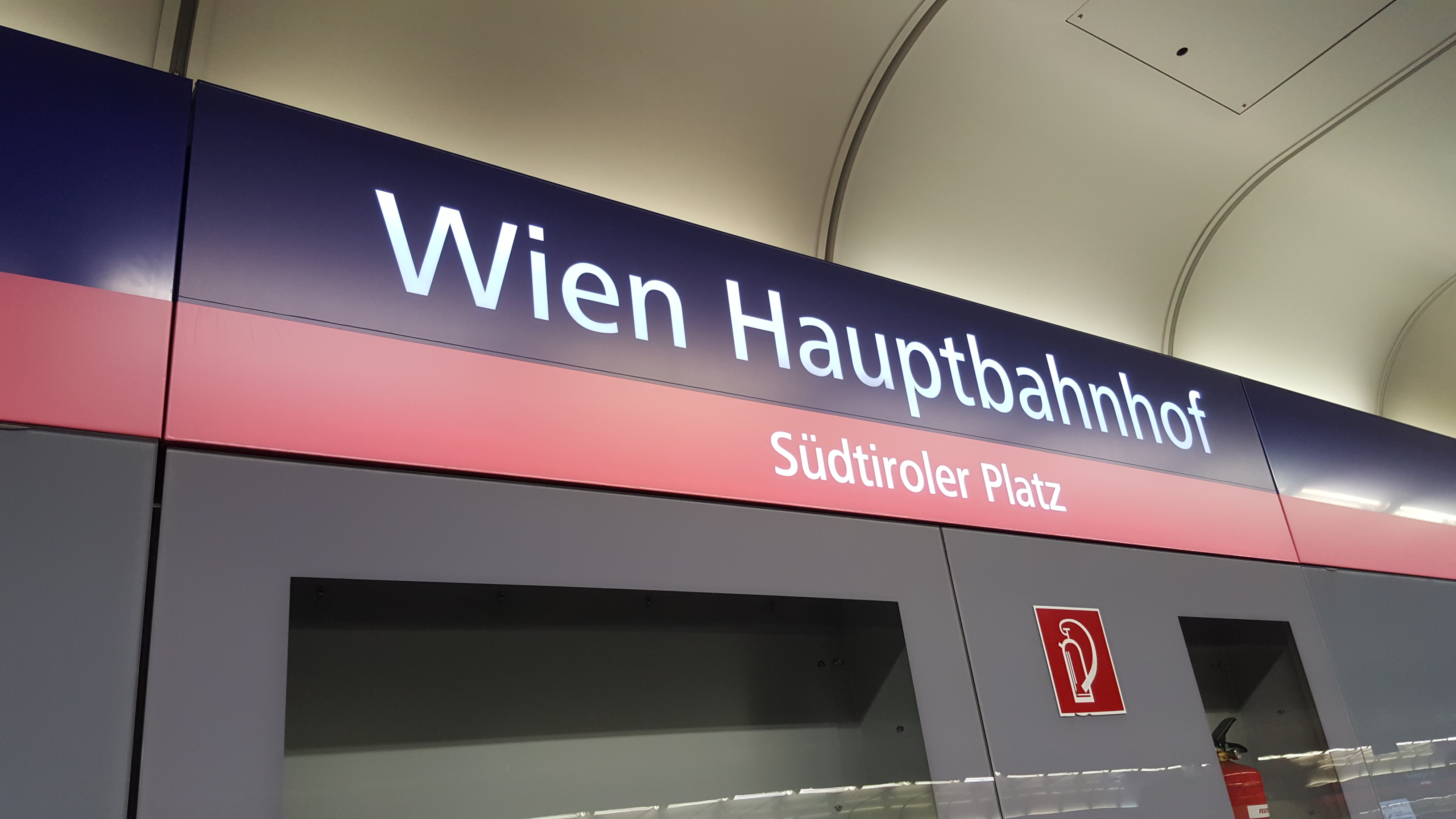
Stationsschild

Die S-Bahn-Station unter dem Südtiroler Platz besitzt zwei Seitenbahnsteige in einem in offener Bauweise errichteten Tunnel. Die S-Bahn nahm den Vollbetrieb am 17. Jänner 1962 auf. Am 9. Dezember 2012 erfolgte die Teilinbetriebnahme des Wiener Hauptbahnhofs. Die S-Bahn-Haltestelle wurde mit diesem Datum in Wien Hauptbahnhof (Südtiroler Platz) umbenannt. Sie wird organisatorisch als Teil des Hauptbahnhofs betrachtet und zählt zu den insgesamt 12 Gleisen mit Bahnsteig. Die prominenten Gleisnummern 1 und 2 erhielt sie aufgrund ihrer bei weitem stärksten Zugsfrequenz. Neben den S-Bahn-Linien S1, S2, S3 und S4 halten hier auch alle anderen Züge der Stammstrecke.
Die Linien S60 und S80 halten im oberirdischen Teil des Bahnhofs an den Bahnsteigen 3–4 (S80) und 5–6/11–12 (S60).

### U-Bahn
Die U-Bahn-Station der Linie U1 befindet sich in Tieflage drei Stockwerke unter der Favoritenstraße, zwischen der Einmündung der Kolschitzkygasse bzw. Weyringergasse und dem Wiedner Gürtel. Sie verfügt über einen Mittelbahnsteig und wurde im Zuge der Inbetriebnahme des ersten Abschnittes der U1 zwischen Reumannplatz und Karlsplatz am 25. Februar 1978 eröffnet. Die beiden Röhren der U1 wurden in geschlossener Bauweise errichtet und unterqueren in rund 20 Meter Tiefe die anderen Verkehrsbauten. Ausgänge aus der U-Bahn-Station führen zu beiden Seiten auf die Favoritenstraße und auf den Südtiroler Platz. An letzteren ist in einem Zwischengeschoß die Verteilerpassage zum Bahnhof und den anderen Verkehrsmitteln angeschlossen.
Der Name der Station Südtiroler Platz bekam am 9. Dezember 2012 nur den Zusatz Hauptbahnhof, da sich Vertreter Südtirols, für das Österreich völkerrechtlich als Schutzmacht fungiert, bei der Stadtverwaltung für die Beibehaltung des historischen Stationsnamens ausgesprochen hatten. Im Dezember 2014 sollte die U-Bahn-Station allerdings ebenfalls in Hauptbahnhof umbenannt werden; dies ist aber bis heute nicht erfolgt. An ihren Eingängen wird die Station als Südtiroler Platz bezeichnet, die Wegweisung zum Hauptbahnhof erfolgt über die Oberfläche.

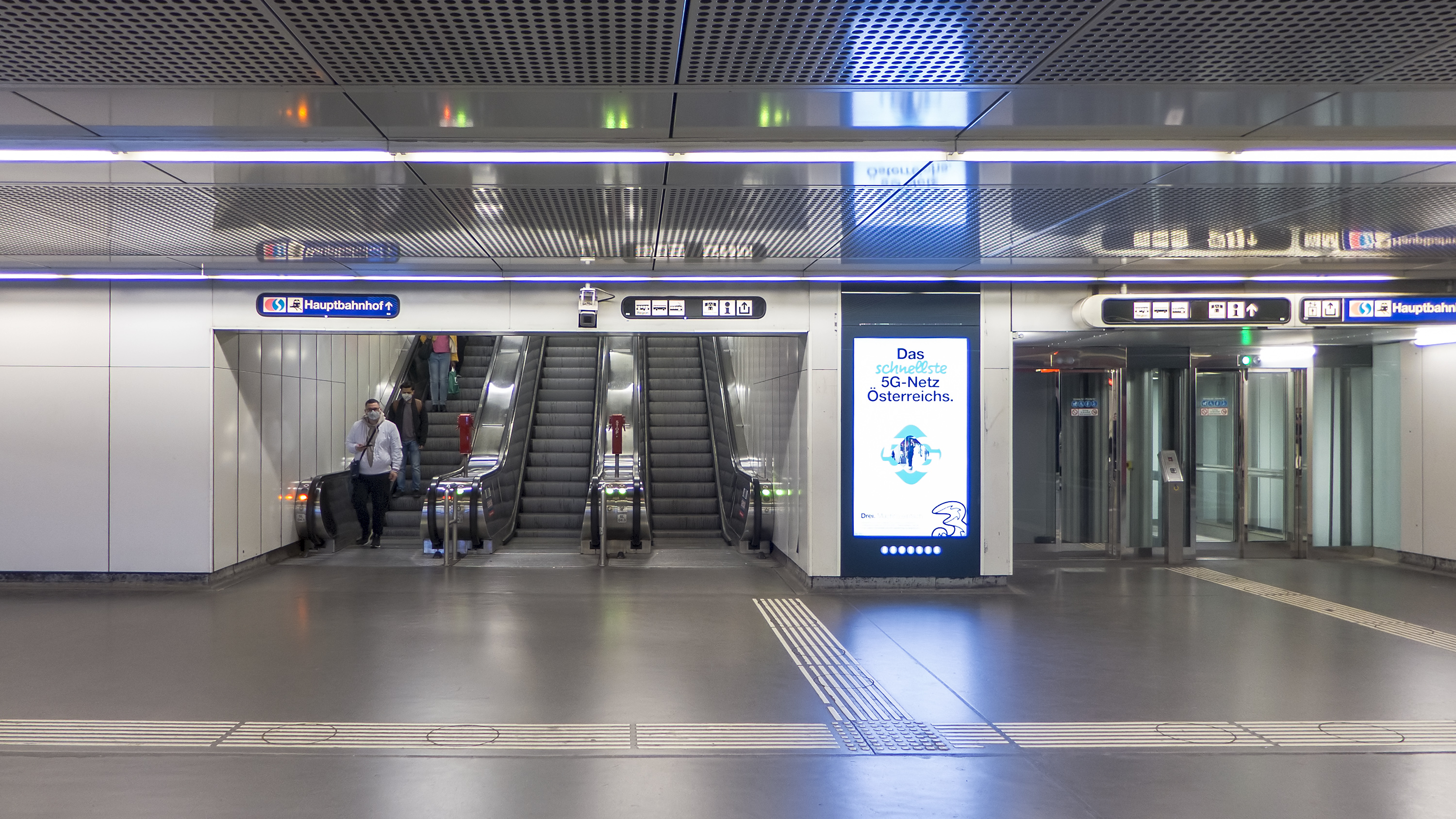
In der Station
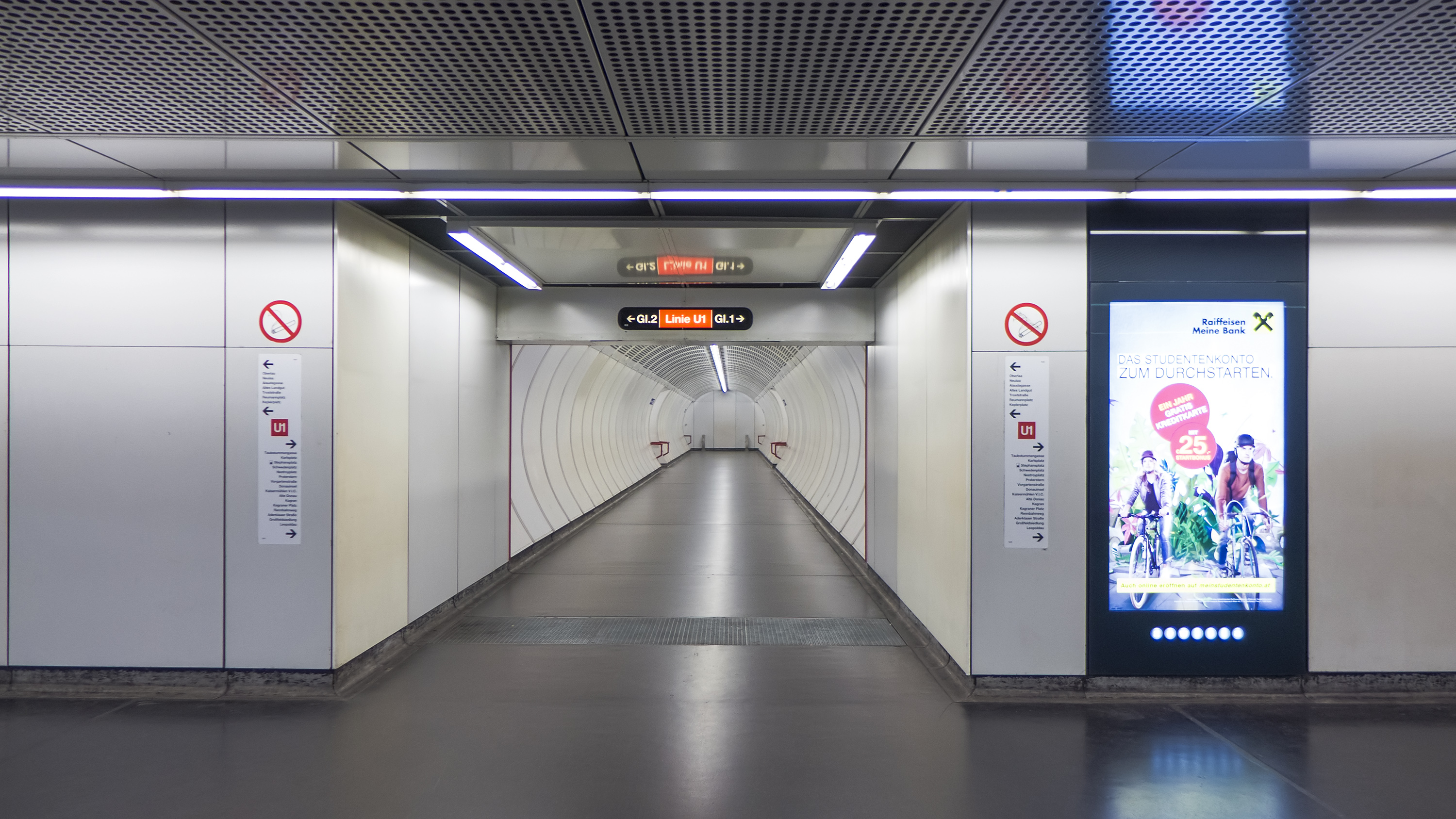
Fußgängerdurchgang
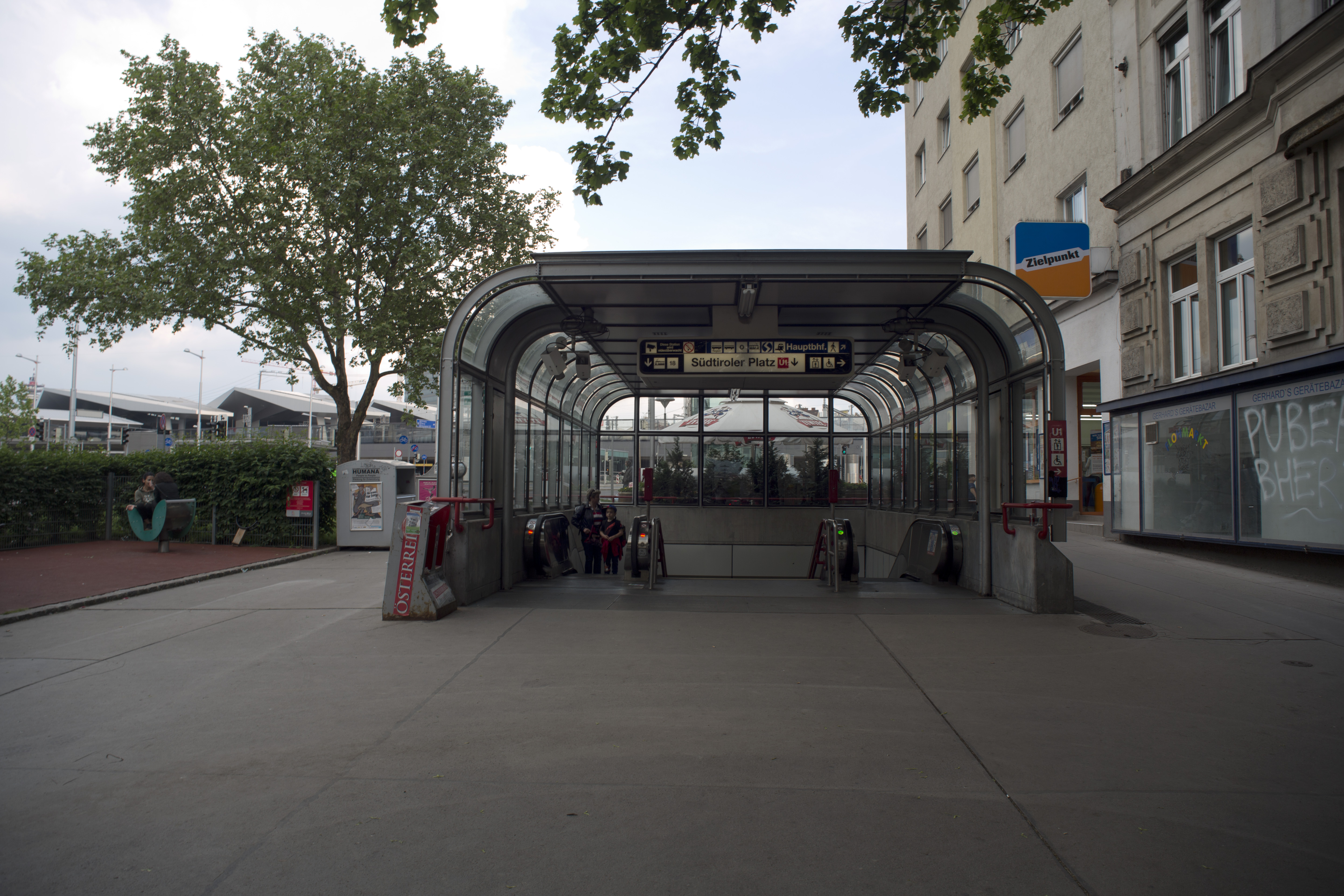
U-Bahn Ausgang am Südtiroler Platz
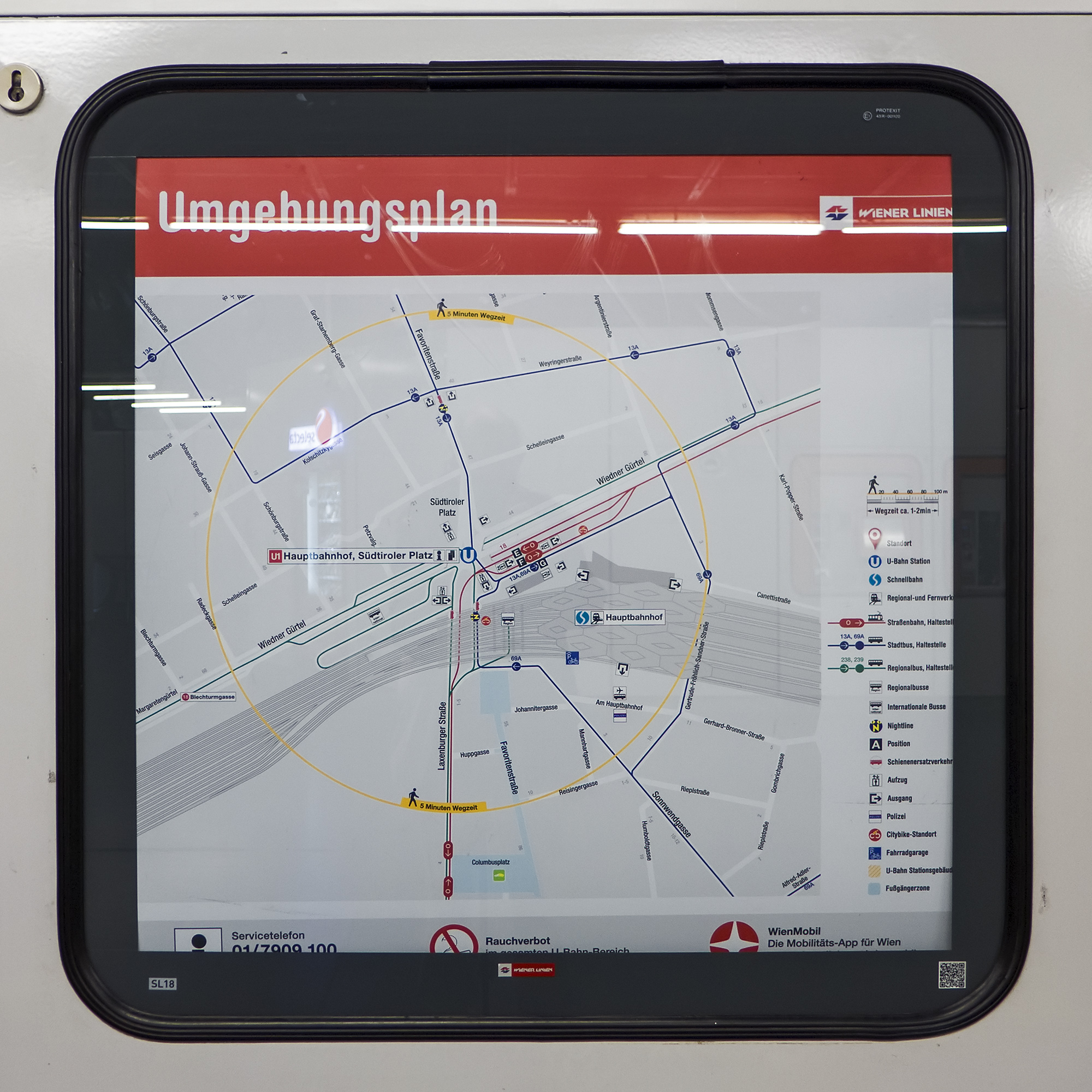
Umgebungsplan

### Straßenbahn
Die unterirdische Straßenbahnstation der Linie 18, die aus zwei direkt gegenüber liegenden Seitenbahnsteigen für je zwei Züge besteht, konnte dem Verkehr am 7. Mai 1959 übergeben werden. Die Straßenbahnlinie O hält, auf dem Wiedner Gürtel von Osten kommend, an einer oberirdischen Haltestelle, da sie in die Laxenburger Straße einbiegt und nicht dem Gürtel folgt. Beide Straßenbahnstationen tragen den Namen Hauptbahnhof. Die über die Favoritenstraße verlaufenden Gleise der Linien 66, 67 und 167 fielen 1978 der neu eröffneten U1 zum Opfer.
Die Haltestelle Hauptbahnhof Ost der Straßenbahnlinie D ist räumlich von der hier beschriebenen Verkehrsstation weit entfernt. Sie befindet sich in der Karl-Popper-Straße direkt unter dem Bahntragwerk bei der Eingangshalle Ost des Hauptbahnhofs.

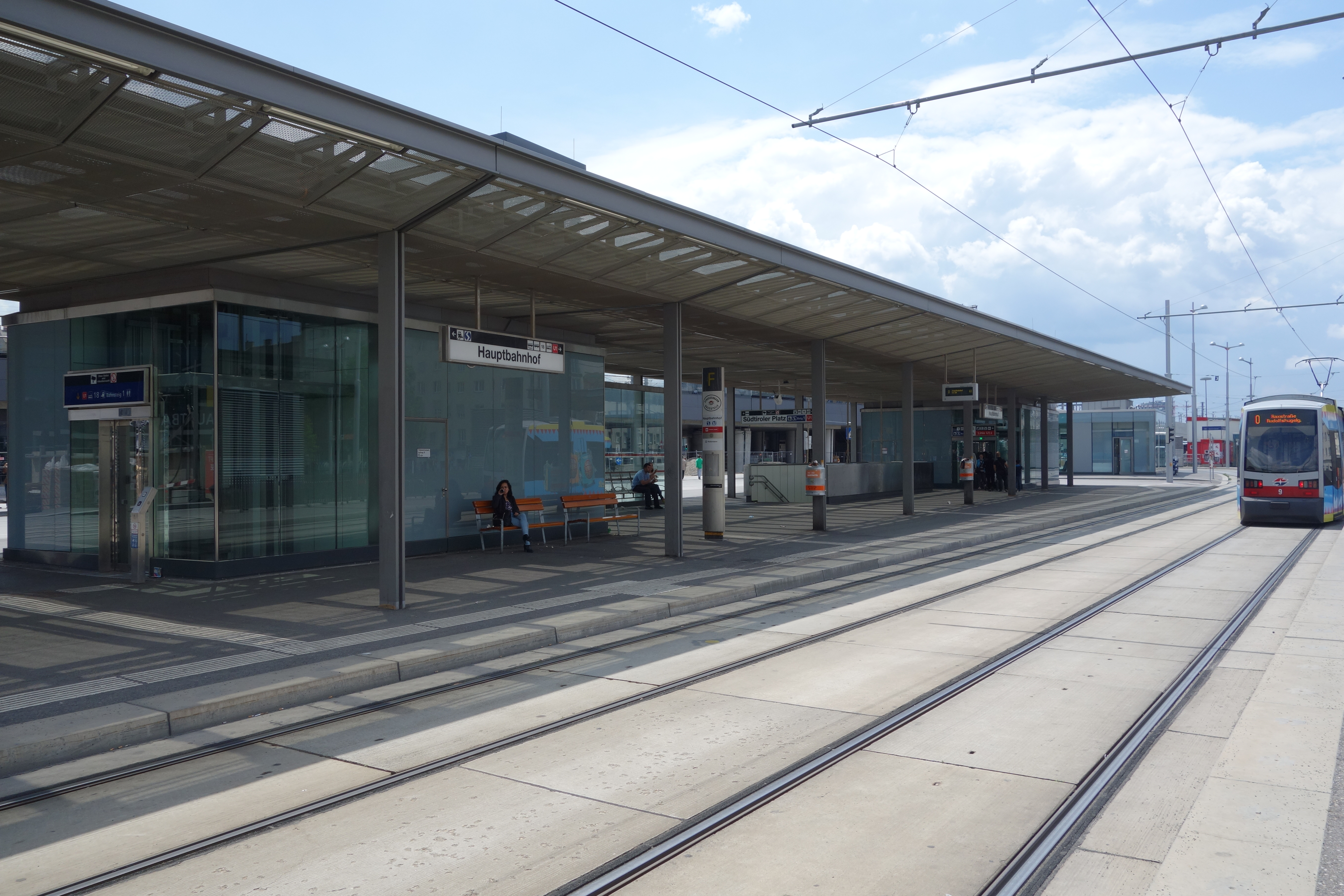
Haltestelle der Linie O
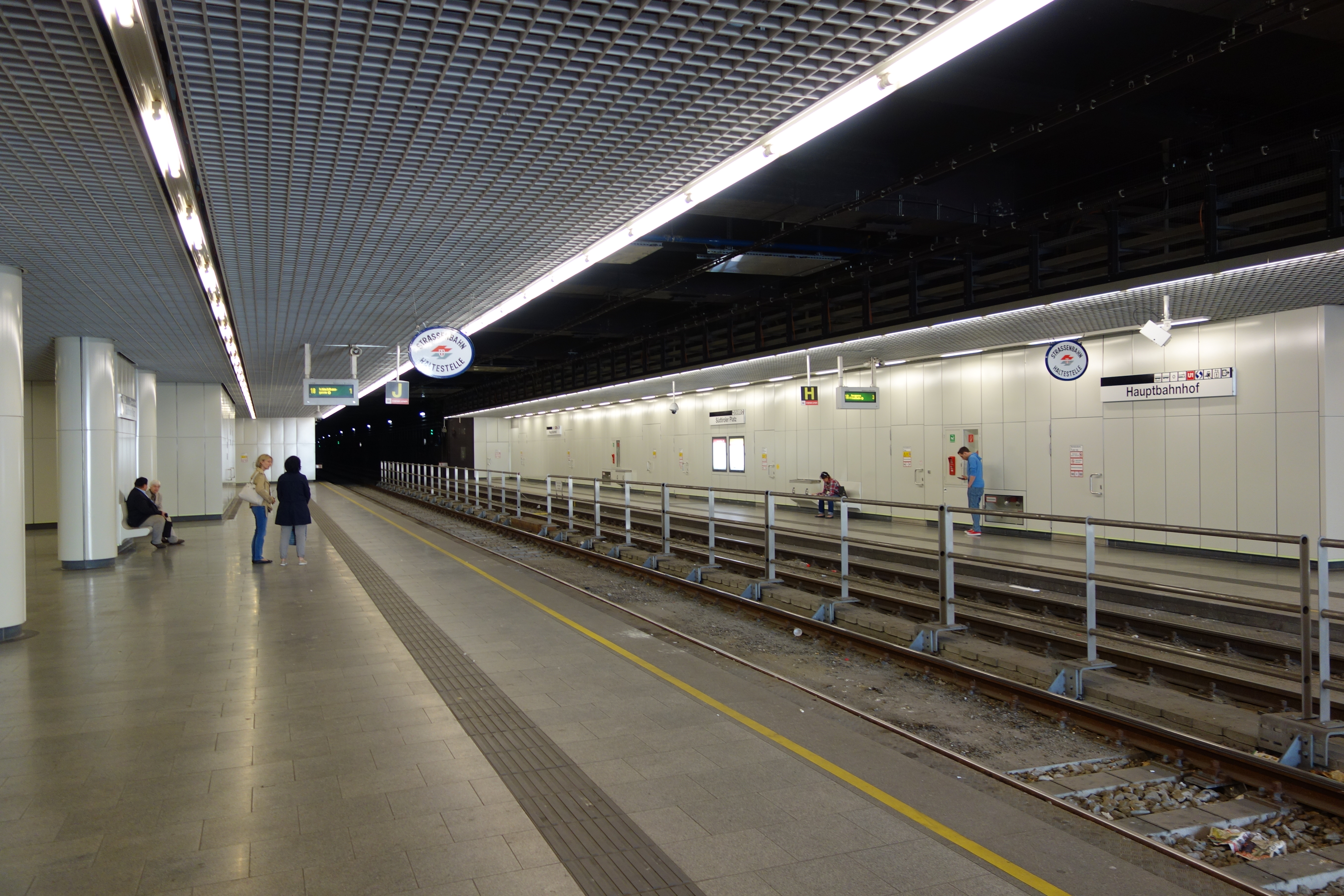
Haltestelle der Linie 18

### Autobus

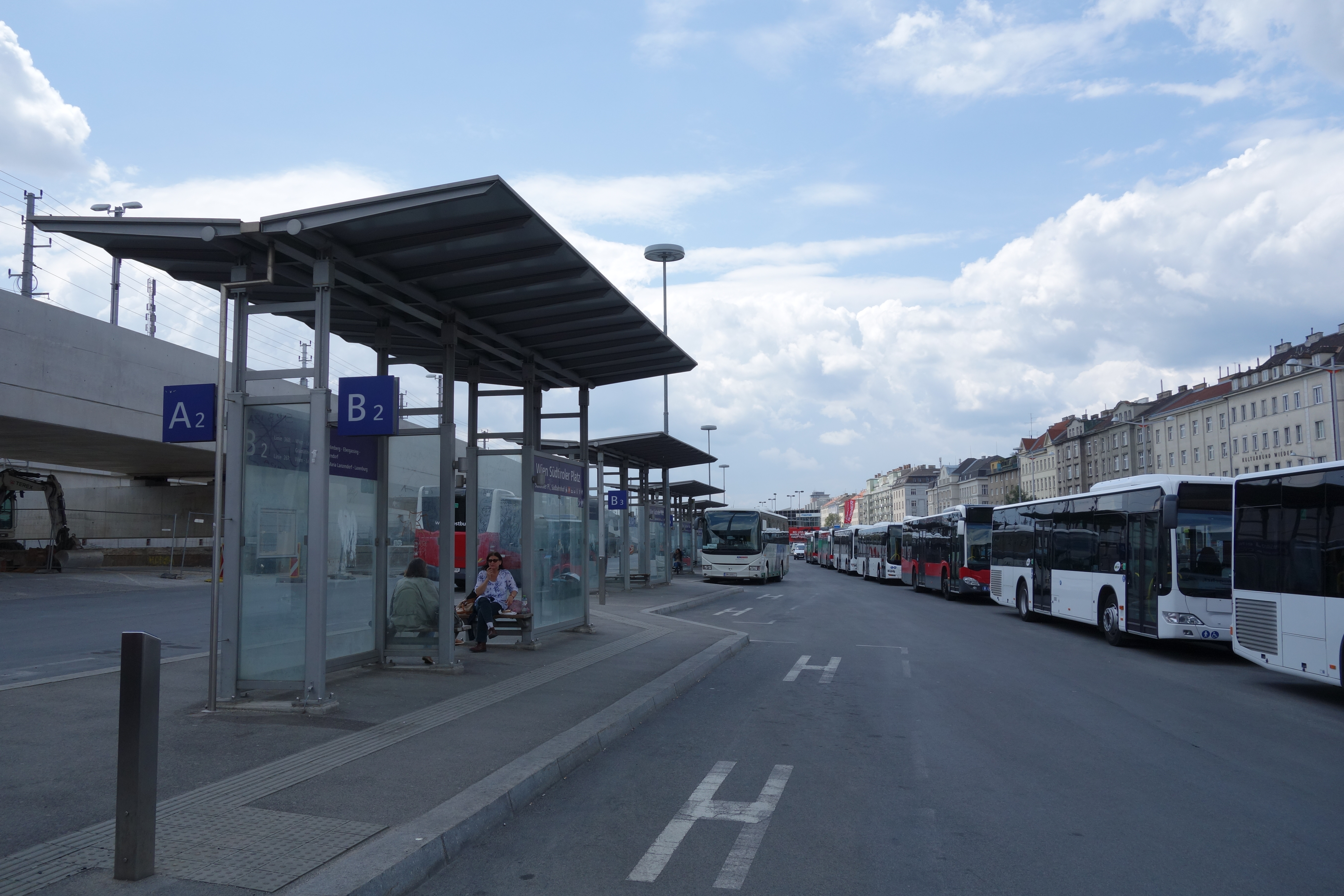
Busbahnhof Südtiroler Platz

Die städtischen Autobuslinien 13A und 69A halten wie die Straßenbahnlinie O im Nahbereich des nördlichen Bahnhofsvorplatzes. Die Linie 13A bedient außerdem im Stationsumfeld die Haltestelle Kolschitzkygasse am nördlichen Ausgang der U1-Station. Mit Baubeginn des Hauptbahnhofs im Jahr 2009 wurde der 1959 fertiggestellte größte Busbahnhof Wiens, der hauptsächlich von regionalen Autobuslinien Richtung Süden bedient wird, von seinem Platz östlich der Favoritenstraße auf die sogenannten Waldmanngründe westlich der Straße, ebenfalls nördlich des Bahnkörpers und südlich des Gürtels, verlegt und neu errichtet.

## Linien, die ab Wien Hauptbahnhof (Südtiroler Platz) fahren
| Linie                        | Verlauf |
| ---------------------------- | --- |
| Österreichische Bundesbahnen | Regional- und Regionalexpress-Züge nach Payerbach-Reichenau, Wiener Neustadt Hbf, Břeclav, Znojmo |
| Stammstrecke (Wien)          | Meidling – Matzleinsdorfer Platz – Hauptbahnhof (Südtiroler Platz) – Quartier Belvedere – Rennweg – Mitte – Praterstern – Traisengasse – Handelskai – Floridsdorf |
| S1                           | Wien Meidling – Wien Matzleinsdorfer Platz – Wien Hauptbahnhof 1-2 – Wien Quartier Belvedere – Wien Rennweg – Wien Mitte – Wien Praterstern – Wien Traisengasse – Wien Handelskai – Wien Floridsdorf – Gänserndorf – Marchegg |
| S2                           | Mödling – Wien Meidling – Wien Matzleinsdorfer Platz – Wien Hauptbahnhof 1-2 – Wien Quartier Belvedere – Wien Rennweg – Wien Mitte – Wien Praterstern – Wien Traisengasse – Wien Handelskai – Wien Floridsdorf – Wolkersdorf – Mistelbach (– Laa an der Thaya) |
| S3                           | Wiener Neustadt Hbf – Baden – Wien Meidling – Wien Matzleinsdorfer Platz – Wien Hauptbahnhof 1-2 – Wien Quartier Belvedere – Wien Rennweg – Wien Mitte – Wien Praterstern – Wien Traisengasse – Wien Handelskai – Wien Floridsdorf – Stockerau – Hollabrunn |
| S4                           | Wiener Neustadt Hbf – Baden – Wien Meidling – Wien Matzleinsdorfer Platz – Wien Hauptbahnhof 1-2 – Wien Quartier Belvedere – Wien Rennweg – Wien Mitte – Wien Praterstern – Wien Traisengasse – Wien Handelskai – Wien Floridsdorf – Stockerau – Absdorf-Hippersdorf (– Tulln Stadt – Tullnerfeld)                                                                           |
| U1                           | Oberlaa – Neulaa – Alaudagasse – Altes Landgut – Troststraße – Reumannplatz – Keplerplatz – Südtiroler Platz-Hauptbahnhof – Taubstummengasse – Karlsplatz – Stephansplatz – Schwedenplatz – Nestroyplatz – Praterstern – Vorgartenstraße – Donauinsel – Kaisermühlen – Alte Donau – Kagran – Kagraner Platz – Rennbahnweg – Aderklaaer Straße – Großfeldsiedlung – Leopoldau |
| O                            | Raxstraße/Rudolfshügelgasse – Hauptbahnhof – Quartier Belvedere – Rennweg – Landstraße, Bahnhof Wien Mitte – Praterstern – Bruno-Marek-Allee |
| 18                           | Burggasse-Stadthalle – Westbahnhof – Gumpendorfer Straße – Margaretengürtel – Matzleinsdorfer Platz – Hauptbahnhof – Quartier Belvedere – Sankt Marx – Schlachthausgasse |
| 13A                          | Skodagasse – Neubaugasse – Pilgramgasse – Kolschitzkygasse – Hauptbahnhof |
| 69A                          | Simmering – Geiselbergstraße – Hauptbahnhof Süd – Hauptbahnhof |
| N66                          | Oper, Karlsplatz – Ring, Volkstheater – Schottentor – Schottenring – Schwedenplatz – Stubentor – Oper, Karlsplatz – Taubstummengasse – Kolschitzkygasse – Hauptbahnhof – Reumannplatz – Alterlaa – Atzgersdorf – Liesing |

## Künstlerische Ausgestaltung
Die Passage, die U1-Station, S-Bahn-Station und Hauptbahnhof verbindet, wurde 2012 vom Konzeptkünstler Franz Graf mit vier Wandbildern ausgestaltet. Er hat dabei unterschiedlichste Bildmotive aus seinem künstlerischen Archiv zu Kompositionen zusammengefügt. Filmsequenzen oder Traumbildern vergleichbar, fügen sich die Elemente aus geometrischen Symbolen, reduzierten Textfragmenten und Schriftbildern, Mustern organischer Strukturen und abstrahierten Porträtfotos aneinander. Die Installation mit dem Titel „SUED“ wurde als Digitaldruck auf Glas ausgeführt.
Auf dem Bahnsteig der Straßenbahnlinie 18 Richtung Schlachthausgasse befindet sich ein von Rudolf Hausner gestaltetes keramisches Mosaik mit einer perspektivischen Ansicht von Wien mit Reliefelementen. Das Kunstwerk trägt den Namen „Wien-Panorama mit Verkehrslinien“ und wurde 1959 im Zuge der Errichtung des Verkehrsbauwerks Südtiroler Platz geschaffen.
Um das Mosaik zu erhalten, wurde im Einvernehmen mit der Kulturabteilung der Stadt Wien im Jahr 2012 eine originalgetreue, geringfügig verkleinerte Nachbildung des Wandbildes angefertigt. Das Original befindet sich noch an seinem ursprünglichen Ort, dem gegenüberliegenden Bahnsteig, ist jedoch aufgrund von Einbauten im Zuge der Umbauarbeiten nicht mehr zugänglich.

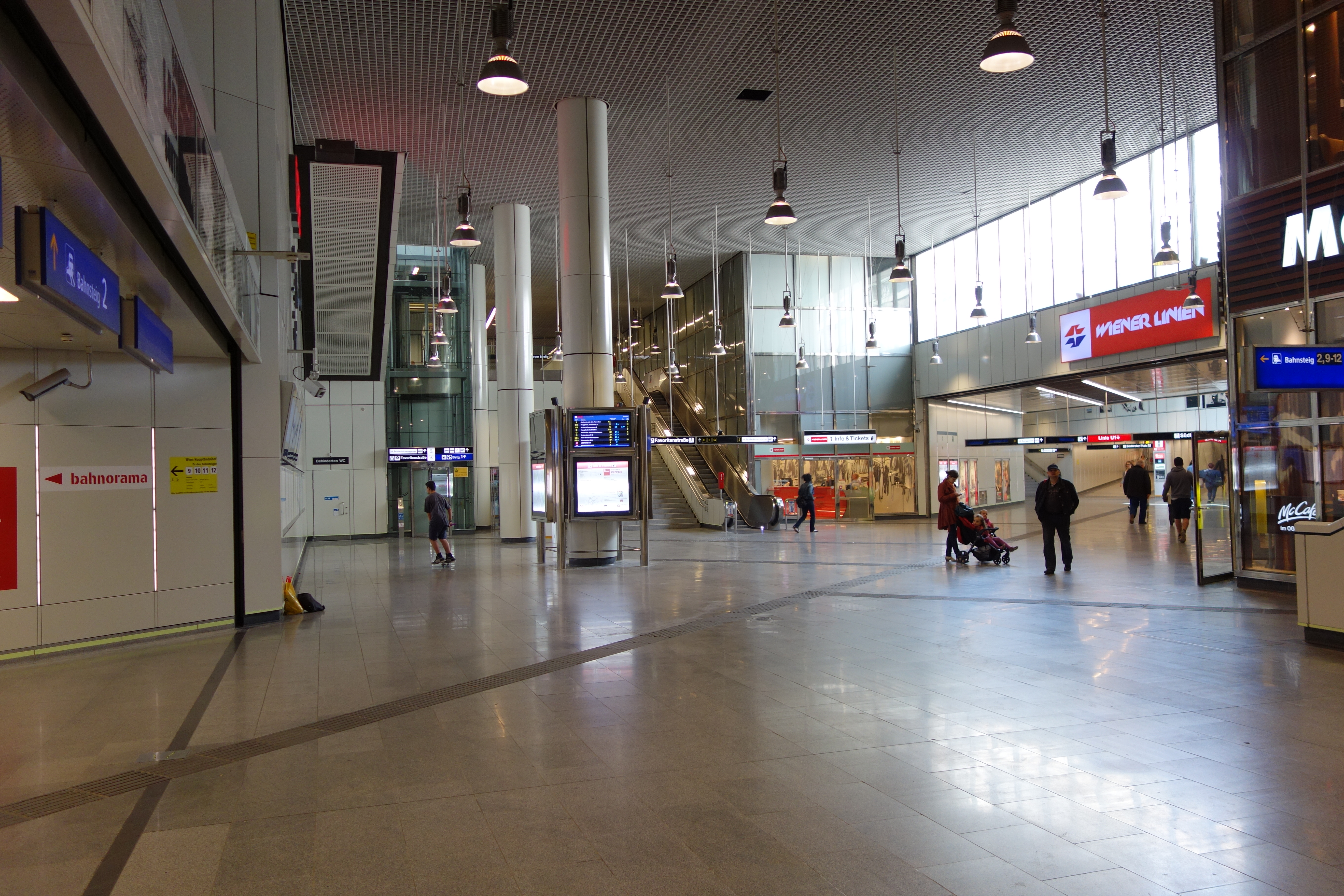
Verteilerpassage
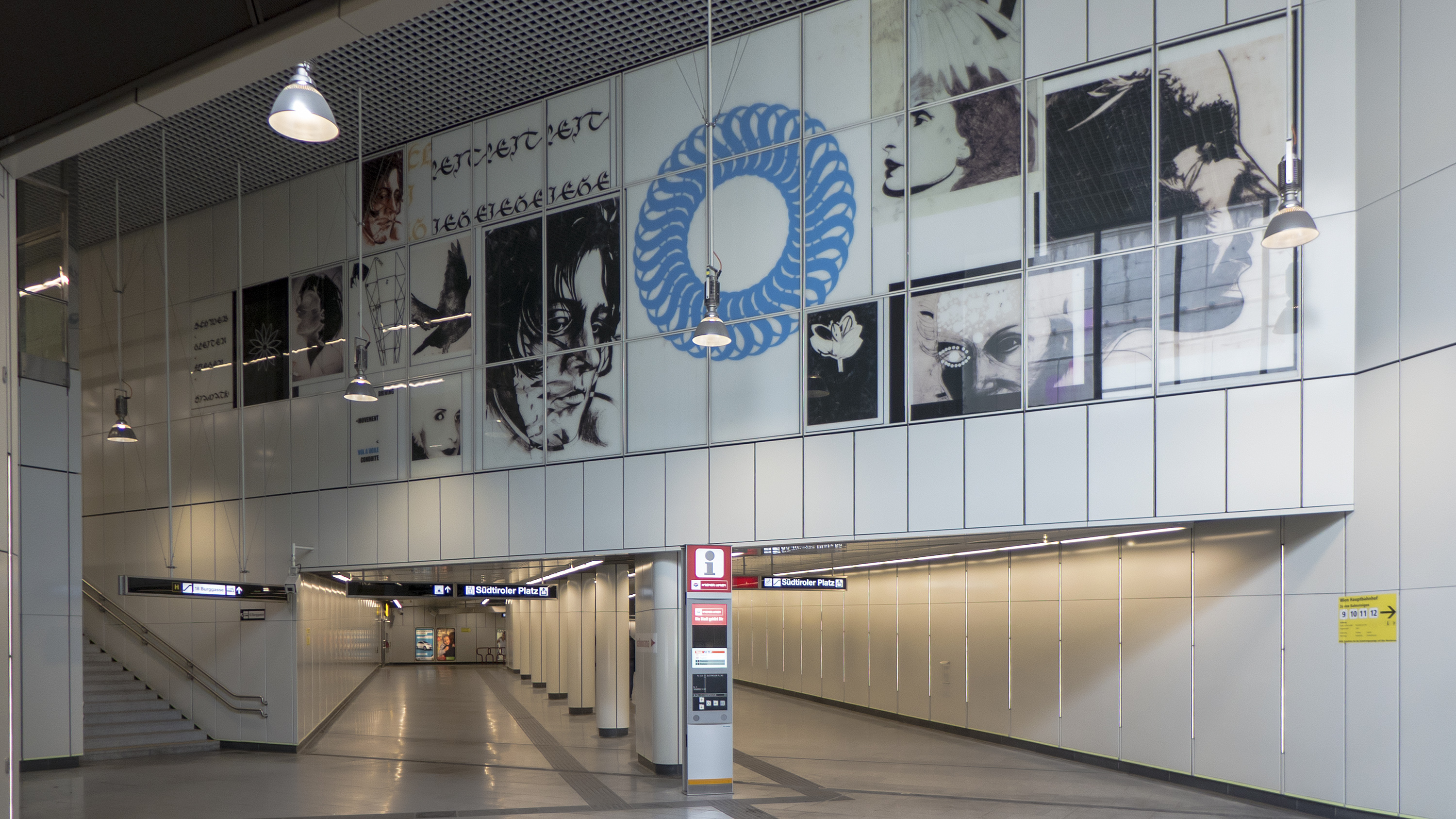
Installation SUED
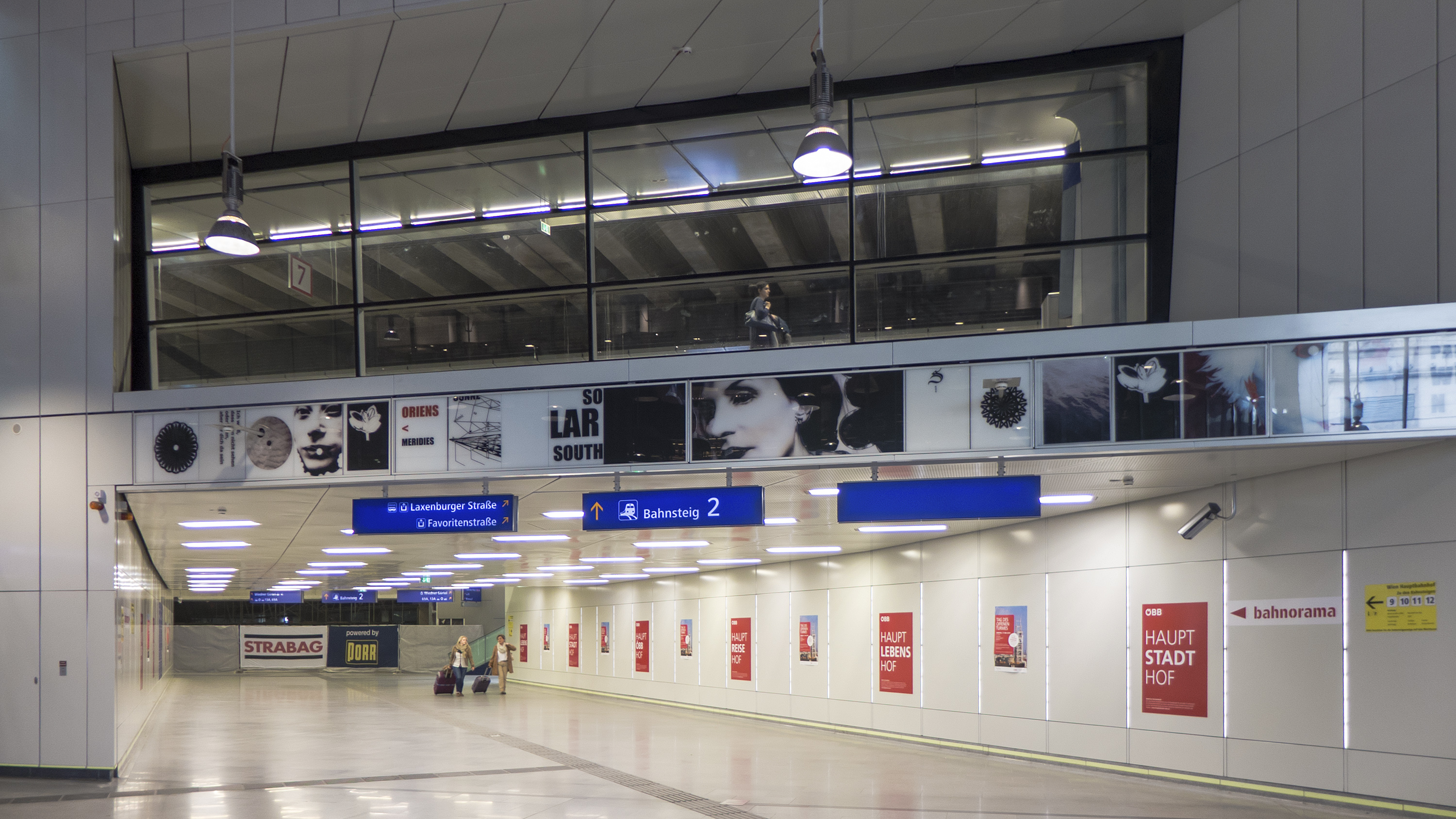
Installation SUED
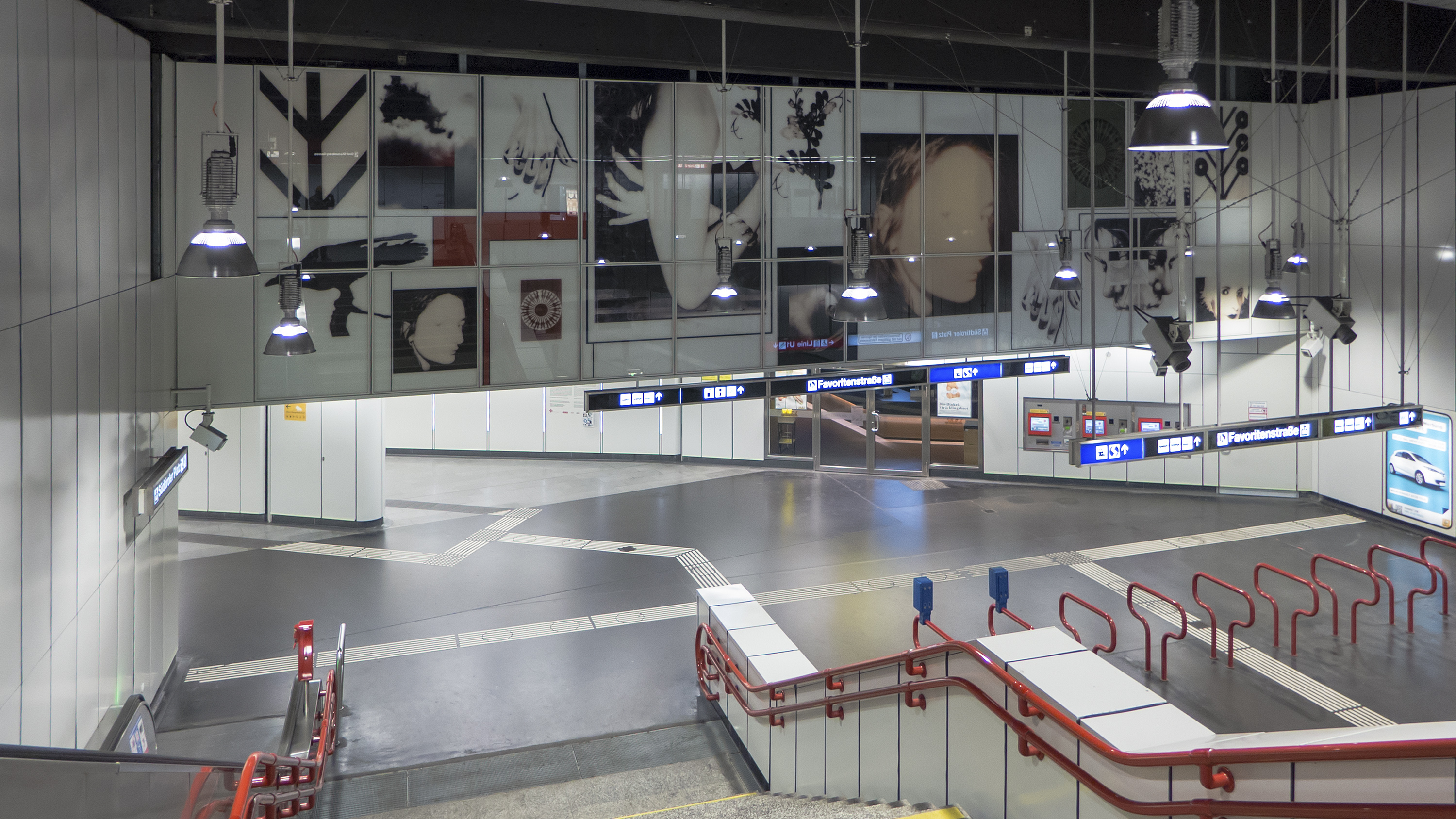
Installation SUED
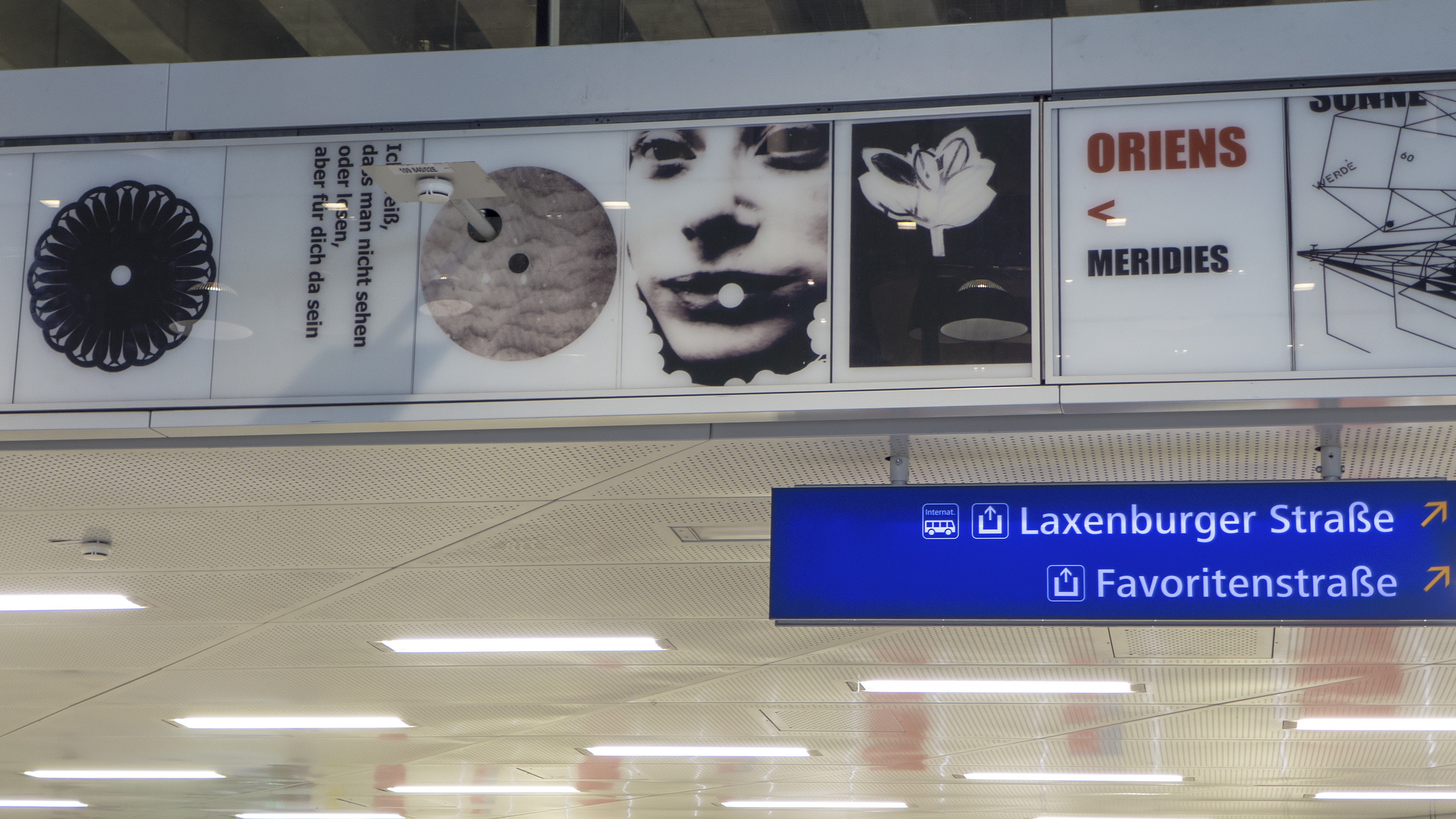
Installation SUED, Detail
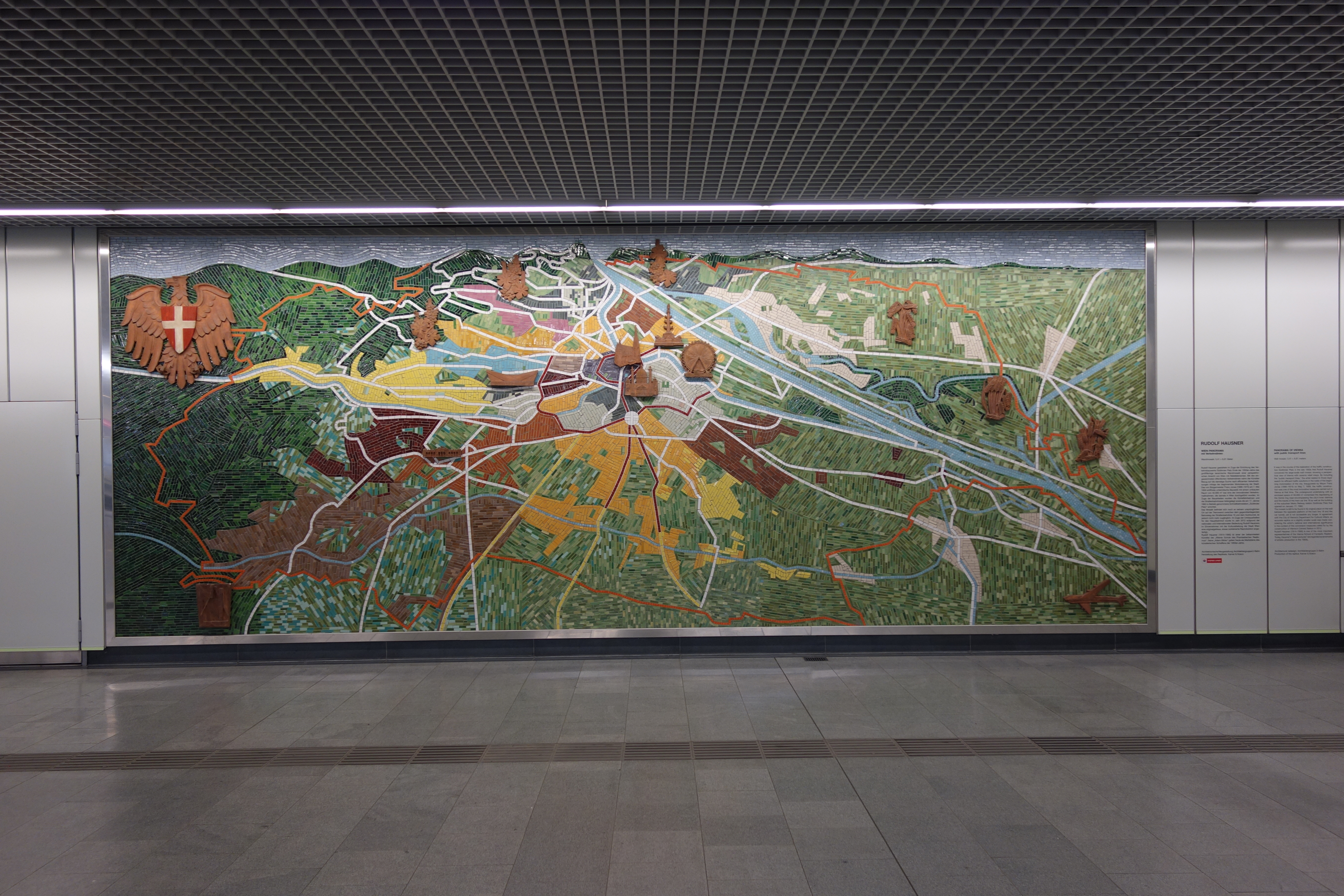
Wandbild „Wien-Panorama mit Verkehrslinien“